# Exposição colonial

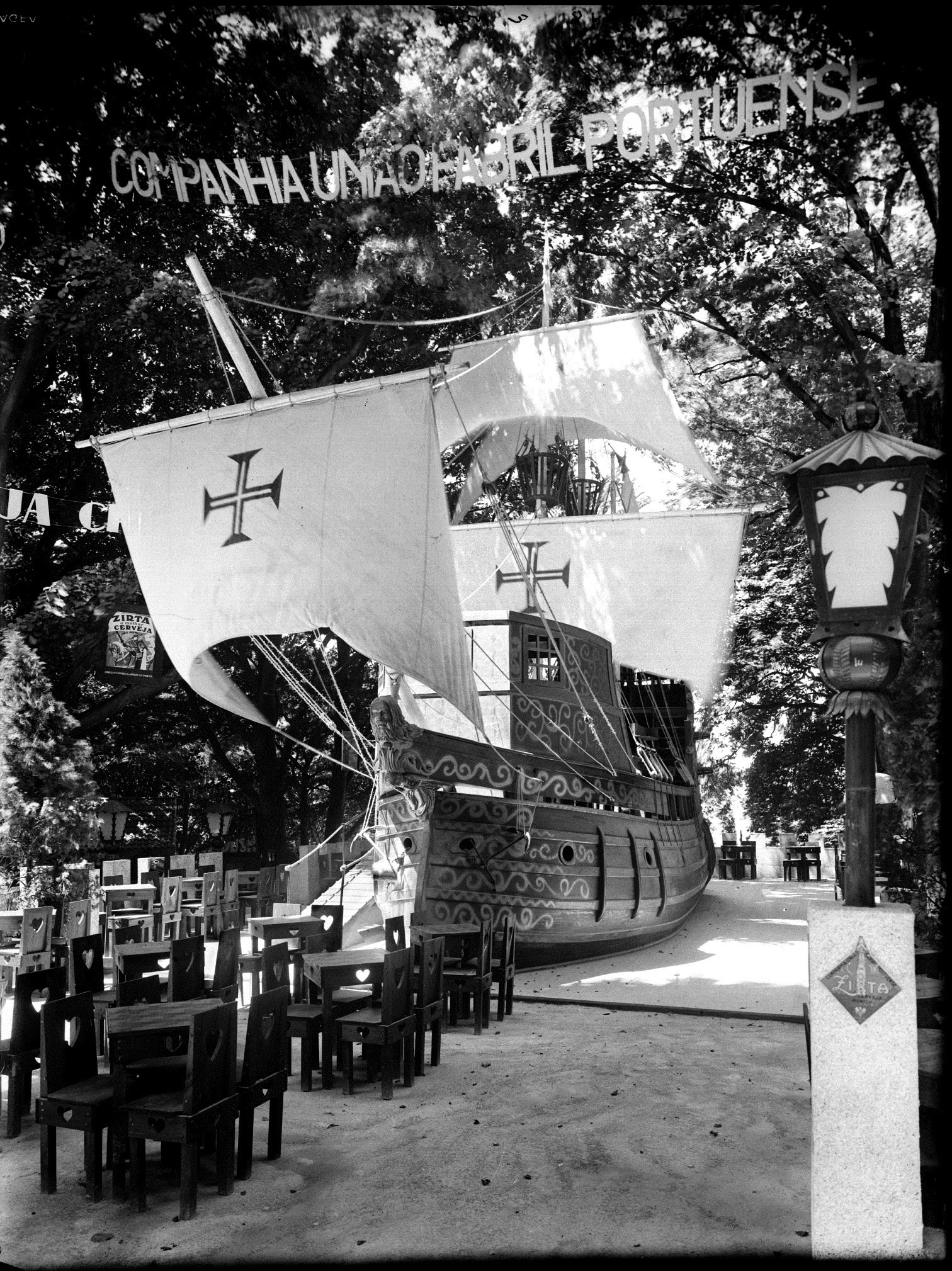
Presença da Companhia União Fabril Portuense das Fábricas de Cerveja e Bebidas Refrigerantes (CUFP) na Exposição Colonial Portuguesa, de 1934.

As exposições coloniais eram realizadas mundialmente durante o século XIX e na primeira metade do século XX nos países europeus. Destinavam-se a mostrar aos habitantes da metrópole, as diferentes facetas das colónias. As exposições coloniais resultavam das reconstruções espetaculares dos ambientes naturais e monumentos de África, Ásia e Oceânia. A encenação dos habitantes das colónias, por vezes deslocados à força do seu local de origem, deu-lhes posteriormente conceptualmente a classificação de zoológicos humanos.

## Cronologia das exposições coloniais

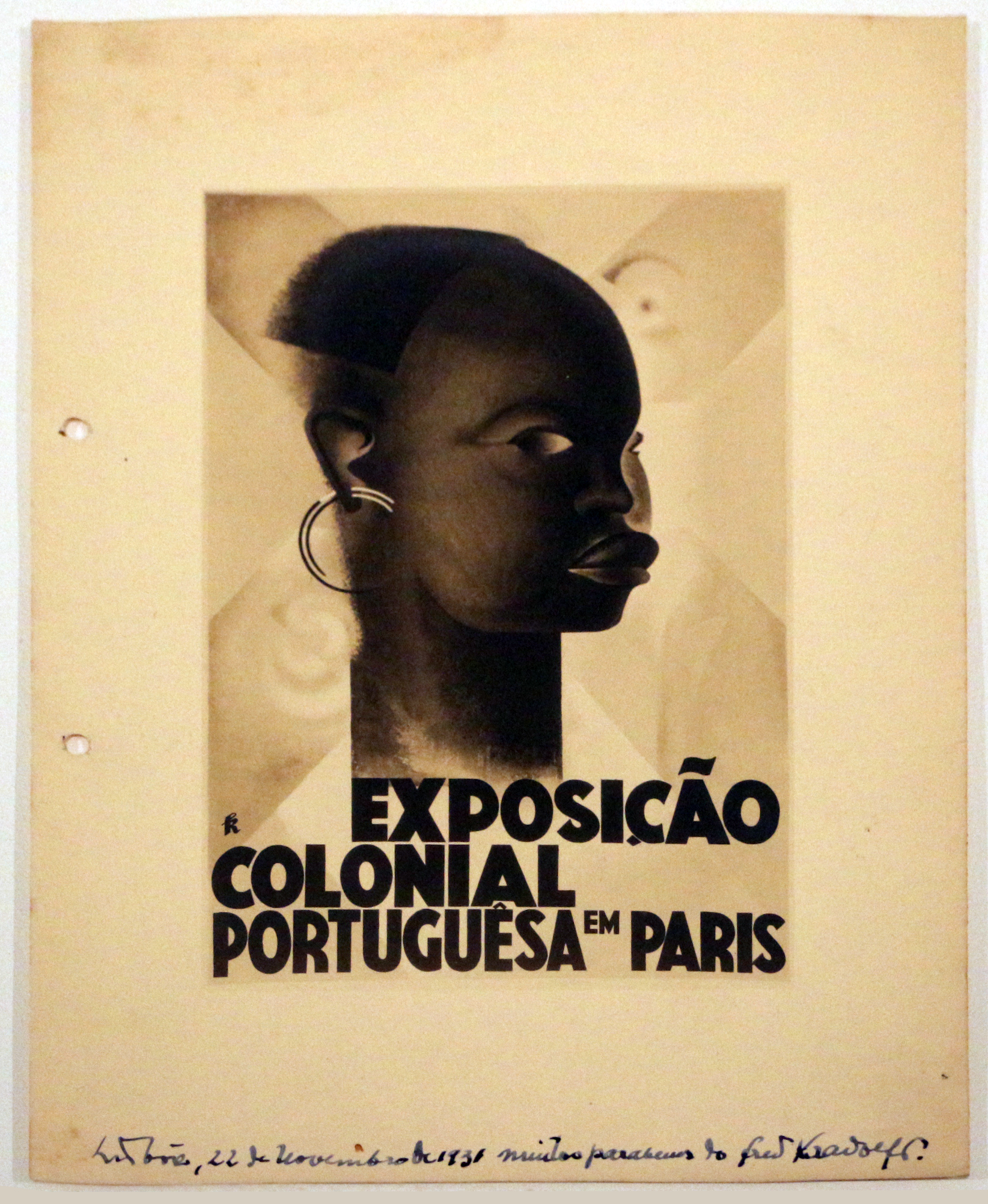
Exposição colonial en Paris (1931)

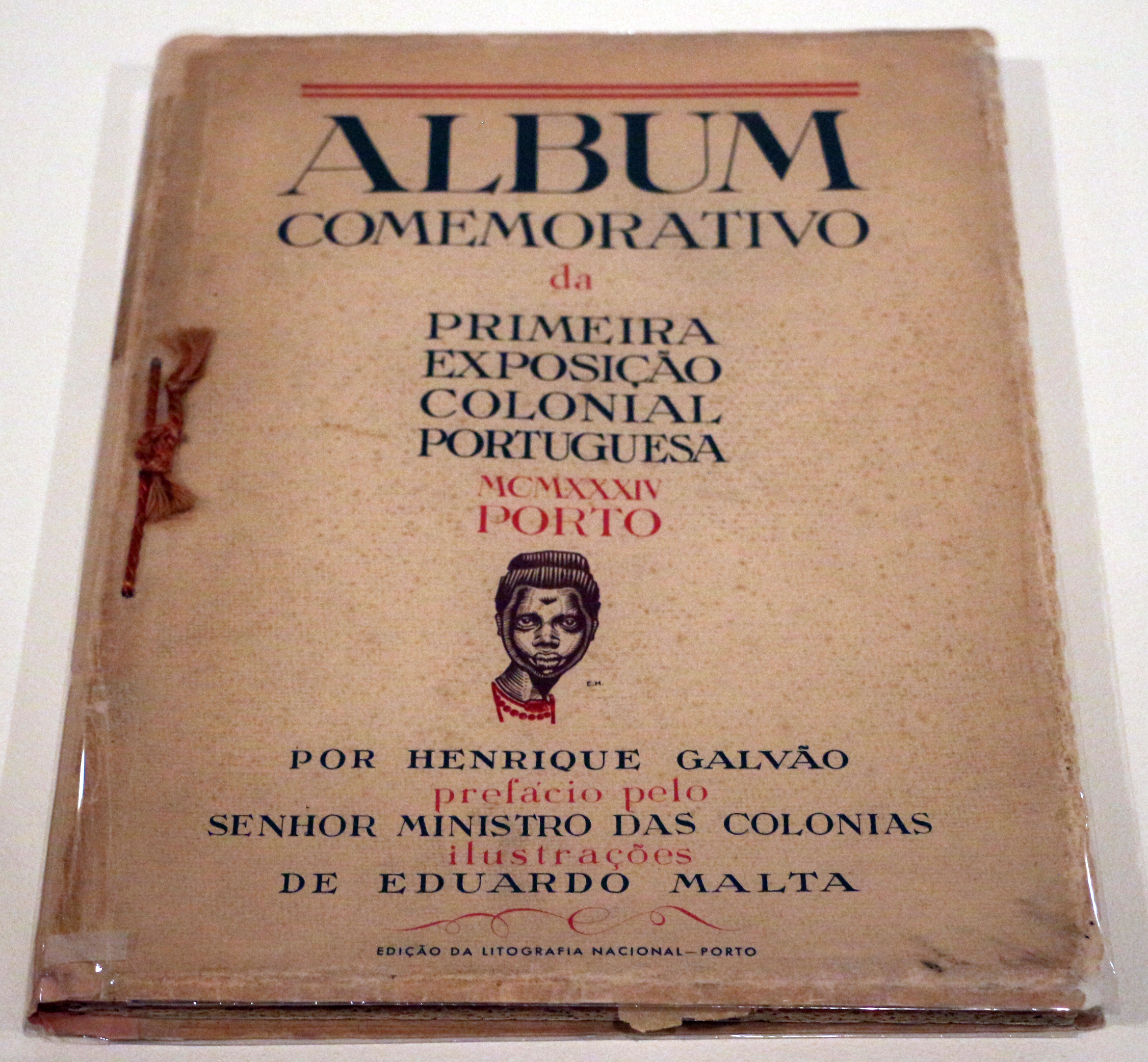
Exposição Colonial Portuguesa, 1934

- 1866: Exposição Intercolonial da Australásia, Melburne (Intercolonial Exhibition of Australasia)
- 1870: Exposição Intercolonial de Sydney (Sydney Intercolonial Exhibition)[3]
- 1875: Exposição Intercolonial Vitoriana, Melburne (Victorian Intercolonial Exhibition)[3]
- 1876: Exposição Intercolonial, Brisbane (Intercolonial Exhibition)
- 1883: Exposição Universal e Colonial de Exportação Geral, Amesterdão (Internationale Koloniale en Uitvoerhandel Tentoonstelling ou Exposition Universelle Coloniale et d'Exportation Générale)
- 1886: Exposição Colonial e Indiana de Londres (Colonial and Indian Exhibition)
- 1889: Exposição Universal de 1889, Paris[4]
- 1894: Exposição Universal, Internacional e Colonial, Lião (Exposition universelle, internationale et coloniale)
- 1894: Exposição Insular e Colonial Portuguesa, Porto[5]
- 1896: Exposição Nacional e Colonial de Ruão (Exposition nationale et coloniale de Rouen)
- 1896: Grande Exposição Industrial de Berlim (Große Berliner Gewerbeausstellung)
- 1897: Exposição Internacional de 1897, Bruxelas
- 1898: Exposição Internacional e Colonial de Rochefort (Exposition internationale et coloniale de Rochefort-sur-Mer)
- 1902: Exposição Indochina Francesa e Internacional de Hanói (Indo China Exposition Française et Internationale de Hanoï)
- 1902: Exposição Internacional e Colonial dos Estados Unidos, Nova Iorque (United States, Colonial and International Exposition), não realizada
- 1906: Exposição Colonial de Marselha (Exposition coloniale de Marseille)
- 1907: Exposição Colonial de Paris (Exposition coloniale de Paris)
- 1908: Exposição Franco-Britânica, Londres (Exposition Franco-Britannique ou Franco-British Exhibition)
- 1910: Exposição Universal de 1910, Bruxelas
- 1911: Festival do Império, Londres (Festival of Empire)
- 1914: Exposição Colonial, Semarang (Koloniale Tentoonstelling)[6]
- 1921: Exposição Internacional de Borracha e Outros Produtos Tropicais, Londres (International Exhibition of Rubber and Other Tropical Products)
- 1922: Exposição Nacional e Colonial de Marselha (Exposition nationale coloniale de Marseille)
- 1924–5: Exposição do Império Britânico, Wembley (British Empire Exhibition)[7]
- 1930: Exposição Internacional Colonial, Marítima e da Arte Flamenga de Antuérpia (Exposition Internationale Coloniale, Maritime et d'Art flamand d'Anvers)[3]
- 1931: Exposição Colonial Internacional, Paris (Exposition coloniale internationale)
- 1934: Exposição Colonial Portuguesa, Porto[8]
- 1936: Exposição do Império, Joanesburgo (Empire Exhibition)
- 1937: Exposição Universal de 1937, Paris[9]
- 1938: Exposição do Império, Glásgua (Empire Exhibition)
- 1939: Exposição Colonial Alemã, Dresda (Deutsche Kolonial Ausstellung)
- 1940: Exposição do Mundo Português, Lisboa[10][11]
- 1948: Feira Colonial, Bruxelas (Foire coloniale)

## Exposições coloniais japonesas

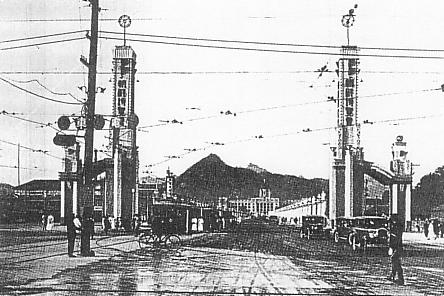
Entrada da Exposição da Coreia, em Seul (1929).

Durante o início do século XX, o Império do Japão foi notável pelo facto de não organizar os mostruários coloniais em exposições nos arquipélagos, mas realizou várias exposições em grande escala dentro das suas colónias como a Coreia e Taiwan. Estas exposições tiveram objetivos comparáveis aos dos seus homólogos europeus, na medida em que destacaram as realizações económicas e o progresso social sob o domínio colonial japonês para os assuntos coloniais iguais aos do Japão.
As exposições realizadas nas colónias japonesas, foram:
- Feira de Exposição da Coreia para Comemorar os Cinco Anos de Governo (Seul, 1915)
- Exposição da Coreia (Seul, 1929)
- Feira de Exposição de Taiwan para Comemorar os Quarenta Anos de Governo (Taipé, 1935)